# Кшикув (Опольське воєводство)
Кшикув (пол. Krzyków, нім. Krickau) — село в Польщі, у гміні Вількув Намисловського повіту Опольського воєводства.
Населення — 280 осіб (2011).

## Демографія
Демографічна структура станом на 31 березня 2011 року:
|          | Загалом | Допрацездатний вік | Працездатний вік | Постпрацездатний вік |
| -------- | ------- | ------------------ | ---------------- | -------------------- |
| Чоловіки | 152     | 29                 | 114              | 9                    |
| Жінки    | 128     | 23                 | 81               | 24                   |
| Разом    | 280     | 52                 | 195              | 33                   |